# Symplectoscyphus adpressus
Symplectoscyphus adpressus is een hydroïdpoliep uit de familie Sertulariidae. De poliep komt uit het geslacht Symplectoscyphus. Symplectoscyphus adpressus werd in 1911 voor het eerst wetenschappelijk beschreven door Ritchie. 